# مایو دوکو
مایو دوکو (انگلیسی: Mayo Doko؛ زادهٔ ۳ مهٔ ۱۹۹۶) بازیکن فوتبال اهل ژاپن است که در تیم‌های ملی فوتبال زیر ۲۰ سال زنان ژاپن و زنان ژاپن بازی کرده‌است.